# Царевич Оксана Ігорівна
Царевич Оксана Ігорівна (20 вересня 1982) — українська суддя, суддя Печерського районного суду Києва. Брала участь у розгляді справ Юлії Тимошенко, Юрія Луценка, Олександра Єфремова, Анатолія Макаренка та інших.

## Життєпис
Народилася 20 вересня 1982 року в Коростені Житомирської області в сім'ї медиків. Згодом родина Оксани переїхала до Калуша Івано-Франківської області, де вона закінчила школу і чотири курси інституту права, економіки та будівництва за спеціальністю «правознавство» в Івано-Франківську.
2003 закінчила Івано-Франківський інститут права, економіки та будівництва. 2005 — Міжнародний науково-технічний університет за спеціальністю «правознавство».
2005 року заочно отримала повну вищу юридичну освіту в київському Міжнародному науково-технічному університеті. Того ж року Царевич пішла працювати в суд, ставши помічником судді Калуського міськрайонного суду Миколи Гриніва.
2008 завершила навчання на факультеті підготовки професійних суддів Національної юридичної академії України ім. Ярослава Мудрого за спеціальністю «правознавство».
Згодом Оксана стала консультантом у суді, працювала з кореспонденцією, обліком кількості справ та проводила аналіз юридичної практики. Згодом подала документи на посаду судді. Консультантом суду працювала до листопада 2010 року, ставши помічником Інни Отрош.

### Суддя
19 листопада 2010 року Віктор Янукович підписав указ про призначення Царевич суддею. Так, з 19 листопада 2010 до 29 вересня 2016 вона була суддею скандально відомого Печерського суду Києва.
2010 року розглядала гучні справи колишніх заступника міністра юстиції Євгена Корнійчука і в.о. міністра оборони Валерія Іващенка. Згодом засудила до трьох років умовного терміну екс-заступника глави «Нафтогазу» Ігоря Діденка у справі «РосУкрЕнерго». З 2012 по 2015 рік Оксана Царевич розглянула 2017 кримінальних справ та 2476 справ про адміністративні правопорушення. Вищими інстанціями було скасовано 43 її рішення у кримінальних справах (7 вироків) і 9 рішень у справах про адміністративні правопорушення.
Згодом Царевич обрала для екс-глави МВС Юрія Луценка запобіжний захід у вигляді арешту, потім була однією з суддів, які виносили йому вирок. Згодом Європейський суд із прав людини визнав процес проти Луценка політично мотивованим.
Царевич була слідчим суддею у справі про вбивство Євгена Щербаня, в причетності до злочину звинувачували Юлію Тимошенко. Царевич виписала Тимошенко штраф за неповагу до суду на суму вдесятеро більшу, ніж вказано в законі.
Царевич була однією з суддів, що провадили Репресії проти Євромайдану у 2013—2014 роках, зокрема, у справі Автомайдану. Царевич вела справи проти активістів, її судові рішення базувалися виключно на рапортах ДАІ, які, як було встановлено слідством, були фальсифіковані. Так, 15 січня 2014 Царевич забрала на півроку водійське посвідчення, яка 29 грудня у 2013-го була у Межигір'ї.
Згодом Царевич розглядала клопотання ГПУ щодо запобіжного заходу у справі про розпалювання міжнаціональної та міжетнічної ворожнечі стосовно колишнього народного депутата Олександра Єфремова з Партії регіонів. Єфремов вніс завдаток розміром 61 тис. грн. У квітні 2014 ВККСУ відклала розгляд справи щодо Царевич.
Наприкінці 2014 року проти Царевич було відкрито справу Вищою радою юстиції за заявою прокурора Печерського району Києва. Справа стосувалася дій Оксани при розгляді справ учасників Майдану, її підозрювали в прийнятті завідомо неправосудних рішень.
З липня 2015-го Царевич знову працювала в суді.
У березні 2016 року Верховна Рада позбавила недоторканності трьох суддів Печерського суду, серед них була Царевич. Оксану було відсторонено від роботи на два місяці. Але після цього терміну Вінницький міський суд відпустив Царевич під особисте зобов'язання з носінням електронного браслета.
29 вересня 2016 Царевич було звільнено з посади судді указом президента Порошенка. Того ж року Вищий адмінсуд скасував рішення Вищої кваліфікаційної комісії про відсторонення і Царевич повернулася до роботи, почавши розгляд справ у Печерському суді. Вона ухвалила рішення про арешт журналіста, правозахисника і добровольця батальйону «Айдар» Юрія Асєєва.
6 березня 2017 Вищий адмінсуд відмовив Царевич у поновленні на посаді.
30 червня 2020 Шевченківський районний суд Києва виправдав Царевич у справі Автомайдану, закривши справу, що розглядалась з 2015 року.
17 березня 2021 Верховний суд скасував звільнення Царевич, що сталося 2016 року за указом Президента Порошенка через неправосудні рішення і порушення присяги. 29 квітня Оксана повернулася до штату Печерського суду.